# Здание главного почтамта (Шанхай)

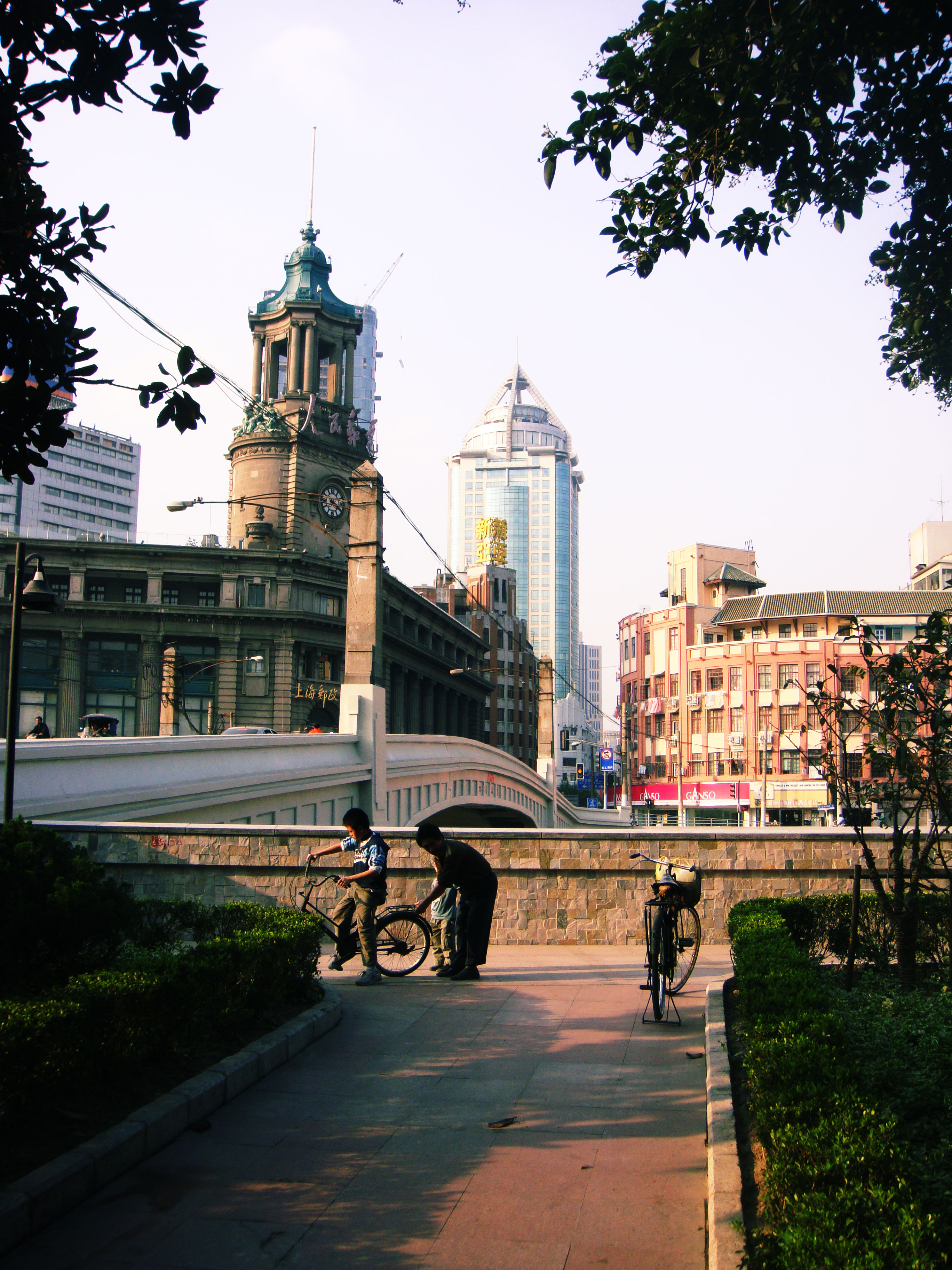
Здание со стороны реки Сучжоухэ

Здание главного почтамта Шанхая — четырёхэтажное здание, которое находится в северной части Шанхая, около автомобильного моста над рекой Сучжоухэ.
Почтамт был основан в 1911 году в первые годы существования Китайской Республики. В то время в Шанхае находилось главное здание почтовой связи Китая. В 1914 году Китай присоединился к Всемирному почтовому союзу. В начале 20-х годов XX века здание в котором находилась администрация почты было маленьким и поэтому было решено купить землю на северном берегу реки Сучжоухэ для строительства нового здания штаб-квартиры ведомства. Купленная земля находилась в районе Шанхайского международного сеттльмента, что в полпути между центральным деловым районом и северным железнодорожным вокзалом Шанхая.
Здание было разработано и построено с 1922 до 1924 года архитектурной компанией «Stewardson & Spence» в классическом стиле. Его два главных фасада держат колонны в стиле Коринфский ордер. Главная входная дверь находится на углу здания, прямо над часовней-башней построенной в стиле барокко. Саму часовню-башню украшают три скульптуры древнегреческой мифологии: в центре Гермес, по бокам Эрос и Афродита. На втором этаже здания находится торговый зал площадью 1200 квадратных метров, который был известен как «Первый зал Дальнего Востока». Фундамент здания разработан специально для того чтобы уровень реки Сучжоухэ не вредил здание.
После гражданской войны гражданской войны в Китае, в здании продолжала находиться штаб-квартира Китайской почты. В 2003 году часть здания главпочтамта, включая внутренний двор, была преобразована в Шанхайский почтовый музей. Часть здания освобождена администрацией почты и там расположены торговые центры. Здание охраняется как национальное историческое здание.